# Valentin Vasziljovics Szilvesztrov
Valentin Vasziljovics Szilvesztrov (ukránul: Валентин Васильович Сильвестров;)  (Kijev, 1937. szeptember 20. –) ukrán zeneszerző.

## Élete
Szilvesztrov 15 évesen magánúton tanult zenét, majd zongoratanulmányait a Kijevi Esti Zeneiskolában végezte el 1955 és 1958 között. Ezután a Kijevi Konzervatóriumban 1958 és 1964 között tanult olyan kiváló komponistáktól mint Borisz Ljatosinszkij és Levko Revuckij. Első zongoraművét 1960-ban írta meg, de munkái között találhatunk 6 szimfóniát, zongorára és zenekarra írt szimfonikus költeményeket, két húros kvartettet, zongorakvintettet, három zongoraszonátát, zongoradarabokat, kamaraműveket, énekműveket és filmzenéket is  (pl.: Utolsó napjaim 2005, Csehov-motívumok 2002).

## Munkái
- Zongoraszonatina (1960, átdolgozva 1965)
- Két románc Alekszander Blok nyomán (1960)
- Öt zongoradarab (1961)
- Zongorakvintett (1961)
- Quartetto Piccolo vonósnégyesre (1961)
- Trió fuvolára, trombitára és celesztára (1962)
- Triász zongorára (1962)
- Klasszikus zongoraszonáta (1963)
- 1. szimfónia (1963, átdolgozva 1974)
- Klasszikus nyitány (1964)
- Misztérium altfuvolára és hat ütőhangszer-csoportra (1964)
- Projekciók hárfára, vibrafonra és harangokra (1965)
- Spectra kamarazenekarra (1965)
- Monodia zongorára és zenekarra (1965)
- 2. szimfónia fuvolára, timpanonra és vonószenekarra (1965)
- 3. szimfónia: Eschatophonia (1966)
- Elégia zongorára (1967)
- Himnusz öt ütőhangszer-csoportra (1967)
- Zenekari költemény Borisz Ljatoshinszkij emlékére (1968)
- Dráma zongoratrióra (1970-1971)
- 1. zongoraszonáta (1972)
- Meditáció csellóra és zongorára (1972)
- Meditáció csellóra és kamarazenekarra (1972)
- Régi stílusú zene zongorára (1973)
- Kantáta Tucsev és Blok nyomán szopránra és kamarazenekarra (1973)
- Gyermekmuzsika 1. és 2. zongorára (1973)
- Tizenhárom esztráddal (1973-1975)
- 1. vonósnégyes (1974)
- Csendes dalok Puskin, Lermontov, Keats, Jeszenyin, Sevcsenko, Tucsev és Mandelstam verseire, baritonra és zongorára (1974-1975)
- 2. zongoraszonáta (1975)
- 4. szimfónia (1976)
- Kantáta Tarasz Sevcsenko nyomán a cappella kórusra (1977)
- Erdei zene (1977-1978)
- Vonós szerenád (1978)
- 3. zongoraszonáta (1979)